# Aliens: Fireteam
Aliens: Fireteam es un juego de disparos en tercera persona multijugador desarrollado por Cold Iron Studios en colaboración con 20th Century Games de Disney. Es el primer juego de Alien desde Alien: Blackout el 24 de enero de 2019 y es una secuela independiente de la trilogía original de Alien. A diferencia de Alien: Isolation, Fireteam se centrará en la acción más que en el horror de supervivencia. El juego será un juego de disparos cooperativo en tercera persona, que se podrá jugar con amigos o compañeros de equipo de IA.

## Premisa
La historia del juego es una secuela de la trilogía Alien, ambientada 23 años después de las películas originales. El jugador asume el papel de un Marine Colonial a bordo del USS Endeavour, una nave espacial encargada de responder a una llamada de socorro de las colonias exteriores.

## Como se juega
El juego tiene siete clases de personajes: Artillero, Demoledor, Técnico, Médico, Bastion, Explorador y Lancero. El juego contiene cuatro campañas de historia con tres misiones cada una, y el jugador está acompañado por dos aliados que pueden ser controlados por otro jugador o por una IA. Hay cinco niveles de dificultad y veinte tipos de enemigos, y la personalización de armas y la progresión del personaje están presentes en el juego. La cooperativa local no está disponible, aunque el emparejamiento en línea puede ser público o privado. Hay planes para DLC posterior al lanzamiento, pero no hay cajas de botín ni microtransacciones.

## Lanzamiento
El juego está programado para lanzarse a mediados de 2021 en PC, PlayStation 4, PlayStation 5, Xbox One y Xbox Series X y Series S.